# Timiș 2

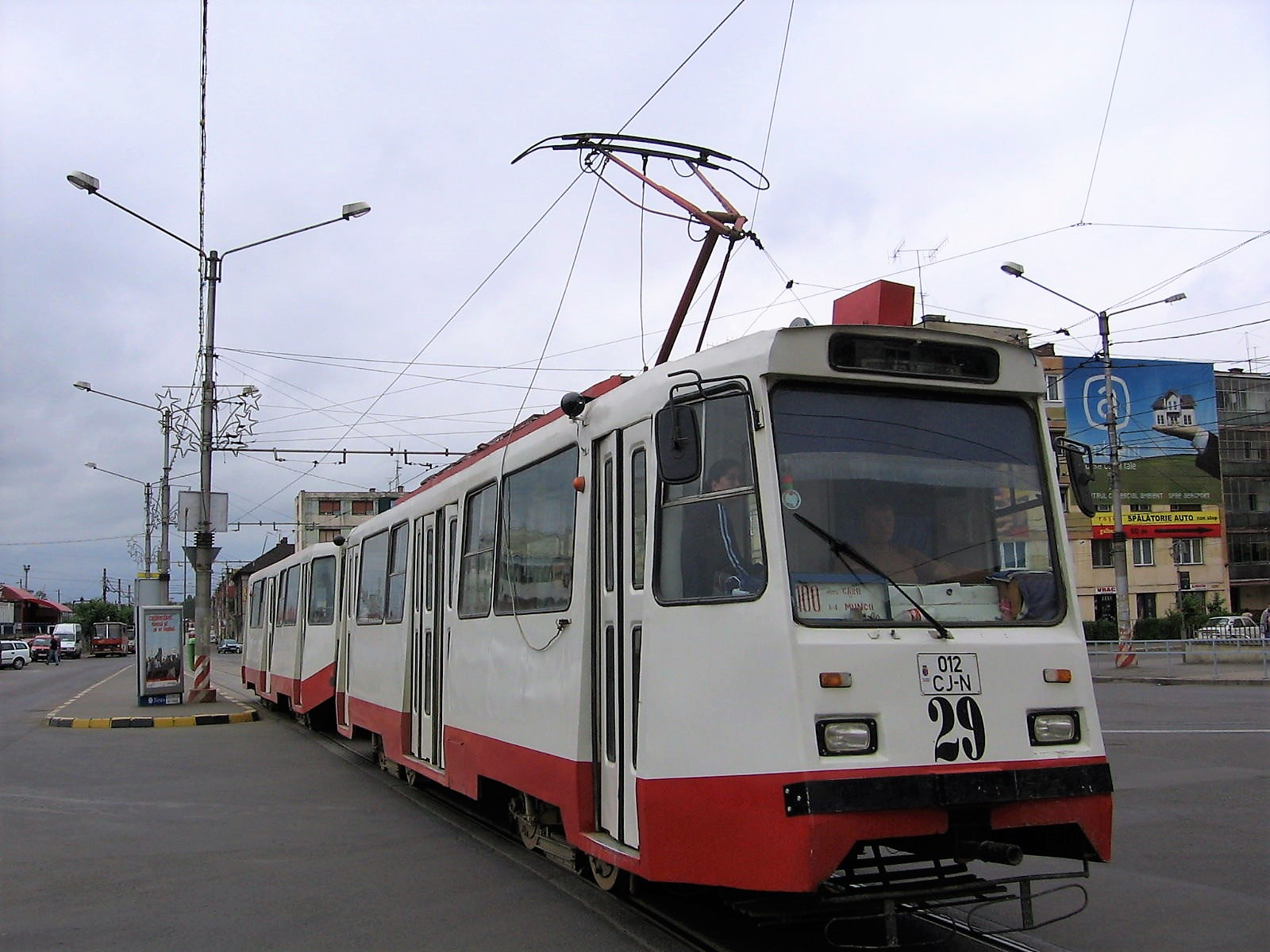
Tramvai Timiș 2 în Cluj-Napoca, 2006

Timiș 2 a fost un model de tramvai produs în România între anii 1970 și 1990, la Timișoara. Au fost produse 447 de garnituri cu ecartament normal, precum și 95 de garnituri cu ecartament metric. 
Prototipul și primele vehicule de serie au fost produse intern de Regia Autonomă de Transport Timișoara (R.A.T.T.), cunoscută ca I.T.T. (până în 1971) și I.T.C.V.T.T. (1971). În 1977 producția de masă a fost în cele din urmă transferată către compania Electrometal Timișoara (prescurtat Eltim), care fusese înființată în 1959.
Prototipul a fost construit în 1969, după ce se renunțase, datorită curbelor cu raze mici din oraș, la construirea unor vagoane articulate de mare capacitate. Proiectul a fost condus de ing. Gheorghe Bihoi.

## Aspect exterior

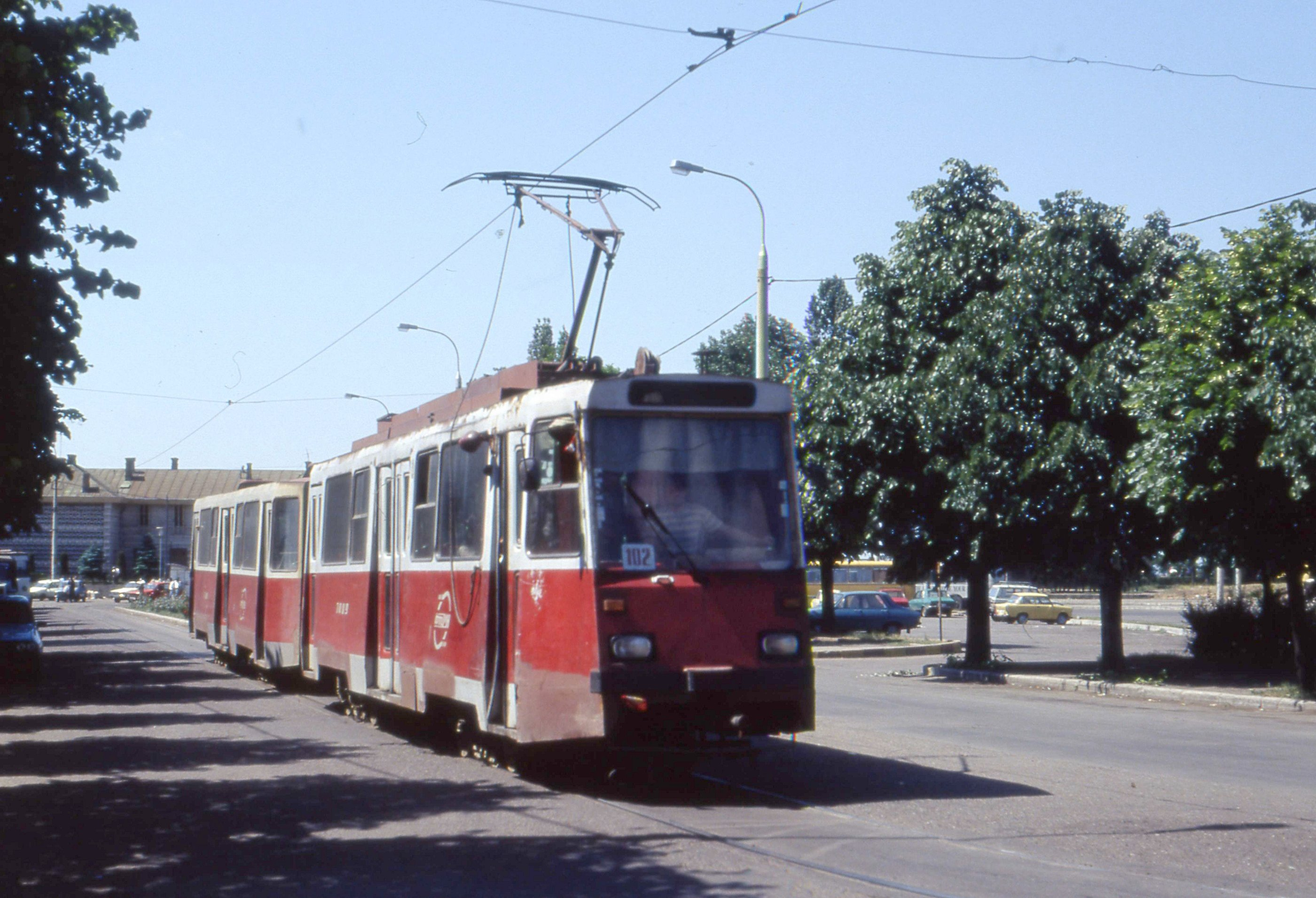
Tramvai Timiș2 cu remorcă în Ploiești, mai 1994

Vagoanele de tip Timiș aveau o formă paralelipipedică, cu caroserie metalică portantă sudată. Iluminarea exterioară era asigurată cu două faruri simple. Poziția panoului de afișare a liniei, precum și modalitatea de deschidere a geamurilor și alte detalii de design variau în funcție de anul fabricației și de orașul pentru care au fost produse vagoanele. Urcarea și coborârea călătorilor se făcea prin 3 uși acționate pneumatic, din care cea centrală era dublă. 

## Amenajare interioară
Vagonul motor are cabina de conducere separată de spațiul pentru călători. Cabina este dotată, pe lângă sistemele de conducere a tramvaiului și de manevrare a ușilor, și cu o stație de amplificare prin care vatmanul poate comunica cu călătorii.
Spațiul disponibil pentru călători în vagonul motor e de 17,5 m², oferind o capacitate de 61 de călători ( la 5 călători/m²) sau 98 de călători ( la 8 călători/m²). Finisajele erau realizate din plăci melaminate, iar iluminarea era asigurată de 6 tuburi fluorescente amplasate în tavan. Vagonul avea disponibilă atât ventilație naturală, prin aeratoare plasate în tavan, cât și forțată, aerul de afară fiind introdus de cele patru aeroterme situate sub scaune. În timpul iernii, aceleași aeroterme recirculau și încălzeau aerul din salon. Numărul de scaune era de 24 pe vagon.
Vagonul remorcă avea aceleași dimensiuni și amenajări ca cel motor, însă lipsa cabinei de conducere ridica capacitatea vagonului la 76 sau 122 de călători (la 5, respectiv 8 călători/m²).

## Date tehnice

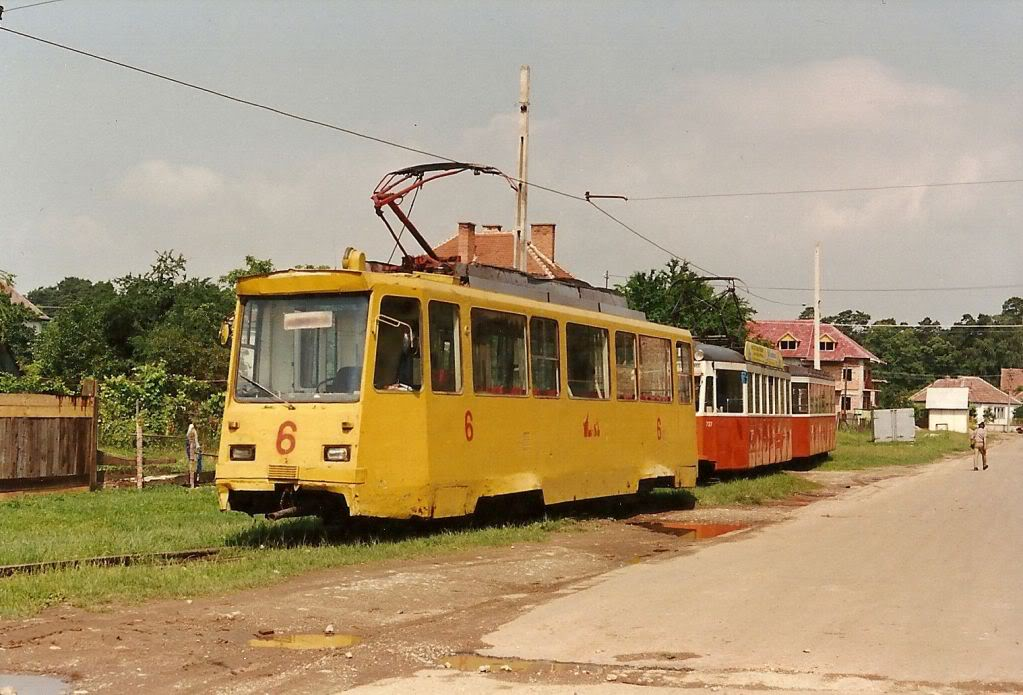
Tramvai Timiș 2 în Sibiu

Tramvaiele Timiș 2 sunt compuse dintr-un vagon motor care tractează o remorcă cu aceleași dimensiuni exterioare. Acest lucru este realizat prin intermediul a două motoare de 120 kW plasate în boghiurile vagonului motor. Ambele vagoane beneficiază de frână de serviciu reostatică, frână de staționare pneumatică, precum și de frâne de urgență cu patină pe șină.

## Producție
Numărul de vagoane produse pentru circulația din Timișoara conform monografiei RATT din 1994 se regăsește în tabelul de mai jos. În monografia din 1999 anii 1970–1979 sunt decalați cu 2, fiind menționată începerea producției de serie în 1972, iar producția din acea perioadă diferă ușor.
| An   | Vagoane motor produse | Numere de parc | Remorci produse | Numere de parc | Observații |
| ---- | --------------------- | -------------- | --------------- | -------------- | --- |
| 1969 | 1                     | 231            | –               | –              | prototip |
| 1970 | 2                     | 232–233        | 3               | 1–3            | |
| 1971 | 3                     | 234–236        | 3               | 4–6            | |
| 1972 | 2                     | 237–238        | 2               | 7–8            | |
| 1973 | 5                     | 239–243        | 5               | 9–13           | |
| 1974 | 11                    | 244–254        | 11              | 14–24          | începând cu vagonul 245 s-a trecut de la controllere "Kiepe" la controllere produse de Electrometal Timișoara |
| 1975 | 18                    | 255–272        | 18              | 25–42          | |
| 1976 | 21                    | 273–293        | 21              | 43–63          | |
| 1977 | 20                    | 294–313        | 20              | 64–83          | |
| 1978 | 10                    | 314–323        | 10              | 84–93          | |
| 1979 | 7                     | 324–330        | 7               | 94–100         | |
| 1980 | –                     | –              | –               | –              | |
| 1981 | –                     | –              | –               | –              | |
| 1982 | 3                     | 230, 331–332   | 2               | 101–102        | Numărul de parc 230 a fost atribuit unui tramvai articulat, cu 3 boghiuri                                     |
| 1983 | 3                     | 333–335        | 3               | 103–105        | |
| 1984 | –                     | –              | –               | –              | |
| 1985 | 3                     | 336–338        | 3               | 106–108        | |
| 1986 | 5                     | 339–343        | 5               | 109–113        | |
| 1987 | –                     | –              | –               | –              | |
| 1988 | 8                     | 344–351        | 8               | 114–121        | |
| 1989 | 8                     | 352–359        | 8               | 122–129        | |
| 1990 | 5                     | 360–364        | 5               | 130–134        | |

### Producția pentru alte orașe
În afară de Timișoara, tramvaiele Timiș 2 au fost folosite de întreprinderile de transport public din alte 10 orașe: Arad, Oradea, Reșița, Craiova, Sibiu, Cluj-Napoca, Iași, Brăila, Galați și Ploiești. Numărul de exemplare achiziționate și durata de utilizare a variat. Ultimul oraș care a păstrat acest tip de tramvai în serviciul de  a fost Cluj-Napoca, unde ultimul exemplar circulând în serviciul comercial până în iunie 2011, pe când regia de transport din Iași le-a casat imediat după 1990 datorită problemelor de exploatare ce au dus la mai multe accidente, precum și a performanțelor reduse.
În tabelul de mai jos este prezentată producția de tramvaie pentru aceste orașe.
| Oraș        | Caracteristici (ecartament/alimentare) | Prima livrare | Ultima livrare | Total | imagine |
| ----------- | -------------------------------------- | ------------- | -------------- | ----- | ------- |
| Arad        | 1000 mm / 750 V                        | 1981          | 1986           | 42    |         |
| Brăila      | 1435 mm / 600 V                        | 1975          | 1990           | 53    |         |
| Cluj-Napoca | 1435 mm / 750 V                        | 1987          | 1989           | 39    |         |
| Craiova     | 1435 mm / 600 V                        | 1987          | 1989           | 49    |         |
| Galați      | 1435 mm / 750 V                        | 1977          | 1982           | 71    |         |
| Iași        | 1000 mm / 600 V                        | 1981          | 1982           | 47    |         |
| Oradea      | 1435 mm / 600 V                        | 1975          | 1982           | 54    |         |
| Ploiești    | 1435 mm / 600 V                        | 1987          | 1988           | 20    |         |
| Reșița      | 1435 mm / 750 V                        | 1988          | 1989           | 22    |         |
| Sibiu       | 1000 mm / 600 V                        | 1985          | 1987           | 3     |         |